# Слоновске ровке
Сурласте или слонасте ровчице (лат. Macroscelidea) су ред плаценталних сисара са само једном истоименом савременом породицом, Macroscelididae. Ова породица обухвата четири рода са 19 савремених врста. Назив сурласте или слонасте ровчице припадници овог реда добили су због облика тела и своје дуге и флексибилне њушке, која наликује сурли слонова. Слонасте ровчице насељавају области Африке јужно од Сахаре, а једна врста и северозапад (Мароко и Алжир).